# Alyssa Anderson
Pour les articles homonymes, voir Anderson.
Alyssa Anderson née le 30 septembre 1990 à Santa Clara (Californie) est une nageuse américaine.

## Biographie
Lors de sa première expérience internationale en 2009 aux Championnats du monde de Rome, elle contribue à la qualification du relais américain 4 x 200 m nage libre en finale qui terminera deuxième. Elle reçoit donc une médaille d'argent.
Elle est médaillée d'or aux Jeux olympiques d'été de 2012 avec le relais 4 x 200 m nage libre en ayant participé aux séries. Sa sœur Haley, aussi nageuse était présente aux Jeux de Londres.

## Palmarès

### Jeux olympiques
- Jeux olympiques de 2012 à Londres ( Royaume-Uni) :
  -  Médaille d'or au titre du relais 4 × 200 m nage libre[1].

### Championnats du monde
- Championnats du monde 2009 à Rome ( Italie) : 
  -  Médaille d'argent au titre du relais 4 × 200 m nage libre[1].